# Fitzwilliam Owen Island
Fitzwilliam Owen Island är en ö i Kanada.   Den ligger i territoriet Northwest Territories, i den norra delen av landet, 3 900 km nordväst om huvudstaden Ottawa. Arean är 33 kvadratkilometer.
Terrängen på Fitzwilliam Owen Island är platt. Öns högsta punkt är 44 meter över havet. Den sträcker sig 6,1 kilometer i nord-sydlig riktning, och 7,2 kilometer i öst-västlig riktning.